# El espíritu de la vida
El espíritu de la vida (en inglés, The Spirit of Life) es una escultura de 1914 del escultor estadounidense Daniel Chester French.

## Descripción
The Spirit of Life comenzó como un encargo para un monumento al famoso financiero de Wall Street, Spencer Trask (1844-1909). Trask era un residente de verano en Saratoga Springs, en el estado de Nueva York, y uno de los fundadores del comité encargado de renovar la reputación de la ciudad como balneario. El encargo del monumento provino de George Foster Peabody, amigo de Trask. Henry Bacon, quien colaboró con French en el Lincoln Memorial, diseñó el escenario para la estatua de French. Hettie Anderson fue la modelo de la estatua.
La estatua se encuentra en el corazón de Congress Park en Saratoga Springs, Nueva York, en un nicho poco profundo de mármol blanco con una terraza con balaustrada arriba y una laguna oblonga, engastada en mármol y rodeada de arbustos verdes, césped verde y una gran cantidad de flores. abajo. La estatua es la figura de una mujer alada, con las manos moviéndose por encima de su cabeza (la modelo afroamericana era Hettie Anderson). La figura representa a Higía, la dadora de salud, que aparecía habitualmente en el arte griego y romano acompañando a su padre, Asklepios, el dios de la medicina. A menudo se la muestra ofreciendo alimento a una serpiente entrelazada en el bastón que lleva Asklepios. En la concepción de French, Hygieia sostiene un cuenco poco profundo en alto y con la otra mano agarra una rama de pino, una referencia a los imponentes pinos en los terrenos de la finca de los Trask. La diosa está ligeramente suspendida sobre una roca, y un chorro de agua brota de su hendidura. El pedestal es una reproducción esculpida de los depósitos tobáceos que se ven alrededor del orificio de muchos de los famosos manantiales de Saratoga. La inscripción en la estatua dice "Hacer el bien y servir a mi prójimo".
El espíritu de la vida es una de las mejores estatuas "activas" de Francia. El fluir de la túnica del ángel y la posición de su pie derecho dan mucho movimiento. French hizo y autorizó varias fundiciones más pequeñas de la estatua; seis se hicieron entre 1923 y 1931.
Se considera un objeto que contribuye al Distrito de Monumentos Históricos Nacionales que incluye el parque y el Casino Canfield.